# 勒纳日
勒纳日（法語：Renage，法語發音：[ʁənaʒ]）是法国伊泽尔省的一个市镇，位于该省中部，属于格勒诺布尔区。

## 地理
勒纳日（45°20'0"N, 5°29'7"E）面积5.06 平方千米，位于法国奥弗涅-罗讷-阿尔卑斯大区伊泽尔省，该省份为法国东南部内陆省份，北起顺时针与安省、萨瓦省、上阿尔卑斯省、德龙省、阿尔代什省、卢瓦尔省和罗讷省。
与勒纳日接壤的市镇（或旧市镇、城区）包括：蒂兰、武雷、博克鲁瓦桑、沙尔内克勒、里沃。

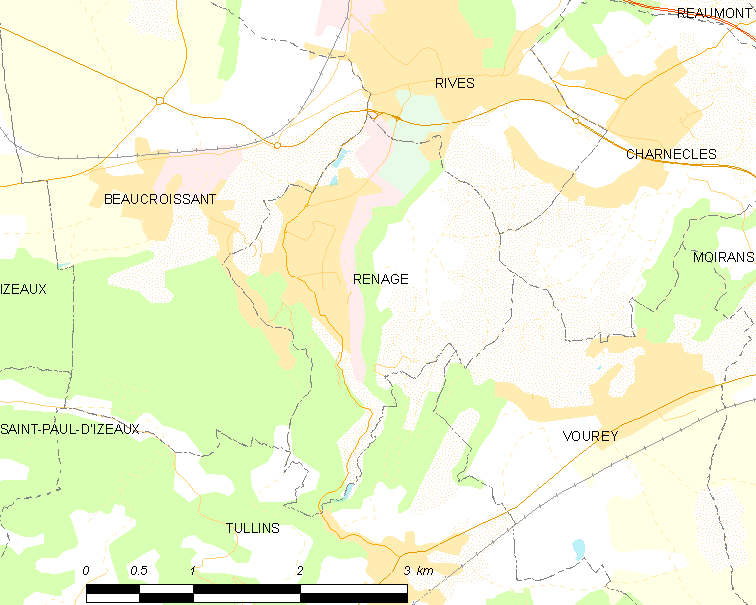
勒纳日的OSM定位图

勒纳日的时区为UTC+01:00、UTC+02:00（夏令时）。

## 行政
勒纳日的邮政编码为38140，INSEE市镇编码为38332。

## 政治
勒纳日所属的省级选区为蒂兰县。

## 人口

1962-2008年间勒纳日人口变化图示

勒纳日于2022年1月1日时的人口数量为3361人。